# Stanisław Tarnowski-Męciński
Stanisław Tarnowski-Męciński, właściwie Stanisław Kostka Stefan Jan hr. Tarnowski-Męciński z Tarnowa h. Leliwa (ur. 16 września 1918 w Rudniku nad Sanem, zm. 4 kwietnia 2006 w Warszawie) – polski ziemianin, oficer Polskich Sił Zbrojnych.

## Życiorys
Pochodził z gałęzi rudnickiej rodu Tarnowskich. W 1925 r. został adoptowany przez Adama Męcińskiego, krewnego jego ojca i ostatniego z rodu Męcińskich. W wyniku adopcji został właścicielem zabytkowego Pałacu w Dukli, którego początki sięgają połowy XVI wieku.
Do 1939 roku majątkiem i pałacem zarządzała jego matka Wanda, a następnie jego ojciec Hieronim. Miało to trwać aż do czasu gdy Stanisław osiągnie 30 lat. Wojna spowodowała, że nie zdążył objąć pełni władania.
W 1939 roku pałac został zajęty przez Niemców. W 1944 r. Polska znalazła się pod sowieckimi rządami komunistycznymi. Dekret o przeprowadzeniu reformy rolnej Polskiego Komitetu Wyzwolenia Narodowego (PKWN), spowodował, że grunty przekraczające ogółem 100 hektarów lub 50 hektarów użytków rolnych, były skonfiskowane prawowitym właścicielom.
Po wybuchu wojny Stanisław Tarnowski-Męciński opuścił Polskę i walczył na różnych frontach II wojny światowej. Brał udział w walkach we Francji gdzie ukończył Szkołę Podchorążych i wstąpił do 3 Dywizji Strzelców Karpackich.
Po klęsce Francji został internowany w Szwajcarii, skąd przedostał się do Palestyny i wstąpił do Samodzielnej Brygady Strzelców Karpackich. Jej dowódca, Generał Stanisław Kopański, napisał o nim następująco: Tarnowski należał do najodważniejszych żołnierzy w Pułku Artylerii Karpackiej. Dwa razy wyróżnił się w boju - pod Tobrukiem oraz w bitwie pod Bardią - i został odznaczony Krzyżem Walecznych.
Na własną prośbę został przeniesiony do Anglii i po ukończeniu kursu dla komandosów w Warmham Court wszedł w skład wojsk spadochronowych. Jednak nigdy nie został zrzucony do Polski. Wstąpił do I Dywizji Pancernej Generała Maczka - do X Pułku Dragonów.
Skończył wojnę w stopniu podporucznika, odznaczony czterokrotnie Krzyżem Walecznych. Po wojnie nie mógł wrócić do Polski i osiedlił się w Anglii. Dopiero w 1957r. mógł wraz z siostrą Zofią z Tarnowskich-Moss odwiedzić Polskę i Duklę.
Po upadku komunizmu w 1989 r. Stanisław Tarnowski-Męcinski, rozpoczął procedury odzyskiwania swojego majątku, którego zwrotu się nie doczekał. W wyniku długotrwałej sprawy sądowej pałac i park powrócił do rodziny Tarnowskich-Męcinskich dopiero w 2012 r.
Do dziś nie zwrócono 500 ha ziemi i 1500 ha lasów, które utrzymywały majątek dukielski.

## Rodzina
Ojcem Stanisława Tarnowskiego był Hieronim Jan hrabia Tarnowski herbu Leliwa (1884-1945) – polski publicysta, działacz polityczny. Matką Wanda hr. Zamoyska z Zamościa h. Jelita (1892-1965), po śmierci Hieronima wyszła ponownie za mąż dnia 27 I 1946 w Londynie za Tadeusza Strugalskiego (ur. 1905).
Rodzeństwo
Siostra Zofia Róża Maria hr. Tarnowska z Tarnowa h. Leliwa (1917-2009) używała nazwiska Zofia Tarnowska-Moss, to działaczka społeczna na uchodźstwie w czasie II wojny światowej, założycielka oddziału Polskiego Czerwonego Krzyża w Kairze i poetka. Była dwa razy zamężna: raz przed wojną z krewnym, Andrzejem Tarnowskim, a po wojnie poślubiła anglika Ivana Williama Stanleya Mossa, po czym posługiwała się nazwiskiem Tarnowska-Moss, albo w skrócie Moss.
Brat Artur Jan hr. Tarnowski z Tarnowa h. Leliwa (1930-2012) żonaty z Bridget Mary Astor (1948-2017) (ślub 1980-10-31).
Stanisław Tarnowski-Męciński miał dwie żony.
Pierwsza, Zofia Cecylia Jaksa-Chamiec h. Gryf, była córką Zygmunta Jaxy-Chamca, polskiego działacza gospodarczego, organizatora polskiej radiofonii, pierwszego dyrektora Polskiego Radia. Ich syn, Andrzej Jan hr. Tarnowski-Męciński z Tarnowa h. Leliwa, jest brytyjskim pisarzem i reporterem. Ukończył Ampleforth College oraz Uniwersytet Oksfordzki, przez ponad 30 lat, był reporterem Agencji Reutera w Polsce, Hiszpanii, Włoszech, Argentynie, Indiach i Libanie. Jest autorem książki opisującej losy rodziny Tarnowskich pt. Ostatni Mazur (ang. Last Mazurka: A Family's Tale of War, Passion, and Loss).
Ze związku Stanisława Tarnowskiego z drugą żoną, Adą ks. Lubomirską z Lubomierza h. Drużyna (1928-2018), urodziło się sześcioro dzieci:
- Ada Aleksandra Sandra hr. Tarnowska-Męcińska z Tarnowa h. Leliwa (ur. 1951), Członek Zarządu Stowarzyszenia Rodziny Tarnowskich Męcińskich Pro Dukla[7].
- Adam Jan hr. Tarnowski-Męciński z Tarnowa h. Leliwa (1952-2012),
- Izabella hr. Tarnowska-Męcińska z Tarnowa h. Leliwa (ur. 1953),
- Michał Hieronim hr. Tarnowski-Męciński z Tarnowa h. Leliwa (ur. 1956), Prezes Stowarzyszenia Rodziny Tarnowskich Męcińskich Pro Dukla[7].
- Jan Spytek hr. Tarnowski-Męciński z Tarnowa h. Leliwa (ur. 1958), autor książki "Pałac w Dukli - skarby utracone", Łomianki 2022, wyd. LTW Dziekanów Leśny, ISBN 978-83-7565-759-3, Sekretarz Stowarzyszenia Rodziny Tarnowskich Męcińskich Pro Dukla[7].
- Marek Władysław hr. Tarnowski-Męciński z Tarnowa h. Leliwa (ur. 1961), Skarbnik Stowarzyszenia Rodziny Tarnowskich Męcińskich Pro Dukla[7].